# Enric Benavent
Enric Benavent (Cuatretonda, 1953) es un actor español, conocido por sus trabajos en televisión.

## Biografía
Es un actor valenciano. Ha participado en series de televisión como Reina de Espadas, La mandrágora, Mi reino por un caballo , ¿Dónde está?, La madre de mi marido, Acusados, Los protegidos, Ángel o demonio o El secreto de Puente Viejo; y en las películas Que nos quiten lo bailao, El hombre de la nevera, El árbol de las cerezas, La isla del holandés, Dripping, Feroz y Detalles.
Actualmente está en La Latina con la obra de teatro Atchússs! junto a Fernando Tejero, Malena Alterio o Adriana Ozores entre otros.
También escritor y poeta, ha colaborado con la revista Signos.

## Filmografía

### Televisión
| Año         | Título                     | Papel             | Cadena    | Notas          |
| ----------- | -------------------------- | ----------------- | --------- | -------------- |
| 2000        | Reina de Espadas           |                   |           |                |
| 2002        | ¿Dónde está?               |                   |           |                |
| 2004        | La madre de mi marido      |                   |           |                |
| 2006        | La mandrágora              |                   |           |                |
| 2009        | Acusados                   |                   | Telecinco | 1 episodio     |
| 2010        | Mi reino por un caballo    |                   | La 2      | 1 episodio     |
| 2011        | Los protegidos             | Don Salvador      | Antena 3  | 1 episodio     |
| 2011        | Ángel o demonio            |                   | Telecinco | 1 episodio     |
| 2011 - 2015 | El secreto de Puente Viejo | Don Pedro Mirañar | Antena 3  | 1135 episodios |
| 2017 - 2020 | Vergüenza                  | Paco Gutiérrez    | #0        | 6 episodios    |
| 2019        | La forastera               | Paco              | À Punt    | 8 episodios    |
| 2020 - 2021 | Valeria                    | Fernando Férriz   | Netflix   | 2 episodios    |
| 2023        | 4 estrellas                | Francisco Pérez   | La 1      | 5 episodios    |

### Cine
| Año  | Película                   | Personaje                    | Director                  | Género          | Duración |
| ---- | -------------------------- | ---------------------------- | ------------------------- | --------------- | -------- |
| 1983 | Que nos quiten lo bailao   | Fray Jacinto                 | Carles Mira               | Comedia/Musical | 1h 12m   |
| 1993 | El hombre de la nevera     |                              | Vicent Tamarit            | Comedia/Drama   | 1h 37m   |
| 1998 | El árbol de las cerezas    | Flequer                      | Marc Recha                | Drama           | 1h 30m   |
| 2001 | La isla del holandés       | Paco                         | Sigfrid Monleón           | Drama           | 1h 47m   |
| 2002 | ¿Dónde estás?              |                              | Juan Carlos Claver        | Drama           | 1h 32m   |
| 2003 | Dripping                   |                              | Vicent Monsonís           | Comedia         | 1h 40m   |
| 2007 | Feroz                      |                              |                           |                 |          |
| 2009 | Detalles                   |                              |                           |                 |          |
| 2011 | 5 metros cuadrados         | Jaime                        | Max Lemcke                | Drama           | 1h 26m   |
| 2015 | B, la película             | José Mariano Benítez de Lugo | David Ilundain Areso      | Drama/Crimen    | 1h 20m   |
| 2016 | El hombre de las mil caras | Casturelli                   | Alberto Rodríguez Librero | Suspense/Drama  | 2h 03m   |
| 2017 | De la ley a la ley         | Franco                       | Sílvia Quer               | Drama           | 1h 35m   |
| 2019 | El silencio del pantano    | Ricardo                      | Marc Vigil                | Thriller        | 1h 32m   |
| 2019 | La Banda                   |                              | Roberto Bueso             | Drama           | 1h 30m   |
| 2020 | Madrid interior            |                              | Juan Cavestany            | Documental      | 1h 15m   |